# Saint-Brice (Mayenne)
Saint-Brice ist eine französische Gemeinde mit 524 Einwohnern (Stand: 1. Januar 2022) im Département Mayenne in der Region Pays de la Loire in Frankreich. Einwohner der Gemeinde werden Bricéens genannt. Die Gemeinde gehört zum Arrondissement Château-Gontier und zum Kanton Meslay-du-Maine.

## Geographie
Saint-Brice liegt etwa 30 Kilometer südöstlich von Laval am Flüsschen Taude. Umgeben wird Saint-Brice von den Nachbargemeinden Saint-Loup-du-Dorat im Norden, Bouessay im Nordosten, Sablé-sur-Sarthe im Osten und Südosten, Souvigné-sur-Sarthe im Süden sowie Bouère im Westen.

## Einwohnerentwicklung
| Jahr                       | 1962 | 1968 | 1975 | 1982 | 1990 | 1999 | 2006 | 2019 |
| Einwohner                  | 482  | 481  | 409  | 429  | 425  | 455  | 514  | 525  |
| Quellen: Cassini und INSEE |      |      |      |      |      |      |      |      |

## Sehenswürdigkeiten
- Kirche Saint-Brice
- Zisterzienserkloster Notre-Dame von Bellebranche, 1150 gegründet, 1791 aufgelöst, Monument historique seit 1986

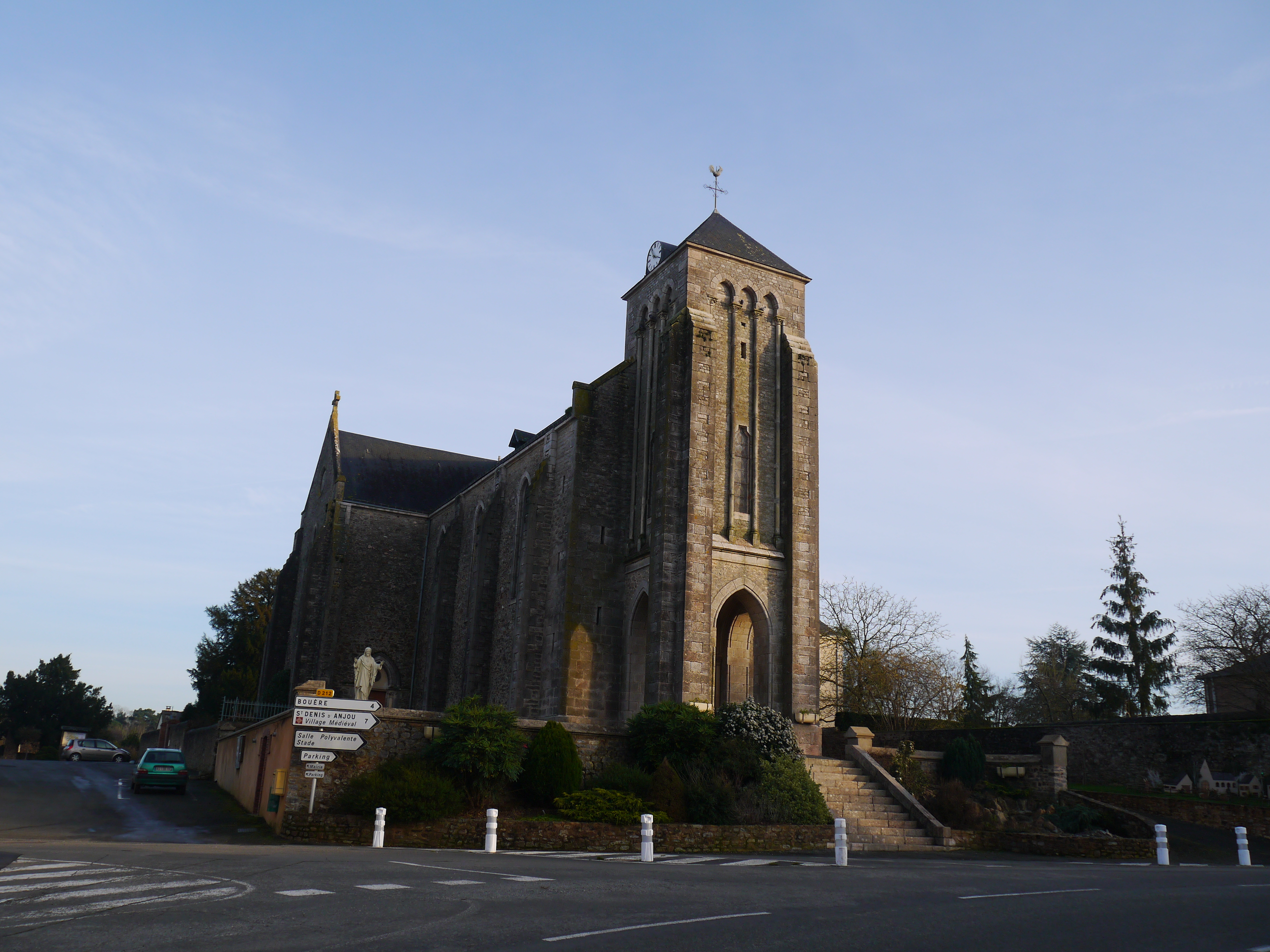
Kirche Saint-Brice

- Reste der Burg Saint-Brice